# Dysdera hungarica
Dysdera hungarica là một loài nhện trong họ Dysderidae.
Loài này thuộc chi Dysdera. Dysdera hungarica được Wladislaus Kulczynski miêu tả năm 1897.